# عمار العكر
عمارعبد المنعم فوزي العكر (مواليد 16 أكتوبر 1966 في نابلس) هو رجل أعمال فلسطيني. يحمل الجنسية الكندية. تولى سابقاً منصب الرئيس التنفيذي لمجموعة الاتصالات الفلسطينية الرئيس التنفيذي ولشركة الاتصالات الخلوية الفلسطينية المحدودة "جوال" رئيس مجلس إدارة شركة فيتل - الشرق الأوسط وأفريقيا (MEA) عضو مجلس أمناء جامعة النجاح الوطنية عضوٌ في مجلس إدارة شركة فلسطين للتنمية والاستثمار (باديكو القابضة)
صادق مجلس حكومة محمد اشتية على تعيين عمار العكر في أغسطس 2023 رئيسًا لمجلس إدارة هيئة سوق رأس المال الفلسطينية.

## الدراسة
حائز على درجة البكالوريوس في المحاسبة من جامعة إدنبورو (Edinboro University of Pennsylvania) في ولاية بنسلفانيا الأمريكية، وعلى درجة الماجستير في المحاسبة من جامعة كينت ستيت في ولاية أوهايو.